# Зыбин, Сергей Сергеевич
Сергей Сергеевич Зыбин (31 июля (12 августа) 1845 — 2 (14) апреля 1887) — русский общественный и государственный деятель, Рязанский губернатор; камергер, тайный советник.

## Биография
Родился 31 июля (12 августа) 1845 года. Определением дворянского собрания Нижегородской губернии 17 сентября 1847 года был внесён в VI часть дворянской родословной книги. Окончил юридический факультет Императорского Санкт-Петербургского университета со степенью кандидата, после чего поступил в Гейдельбергский университет, где получил в 1864 году степень доктора философии. 
В 1865 году определился на службу по ведомству Министерства внутренних дел.
Правительствующим сенатом утверждён кандидатом к мировым посредникам по Макарьевскому уезду (03 января 1865) и допущен к исправлению должности мирового посредника по Лысковской волости (29 сентября 1865). Избран уездным предводителем дворянства Васильевского уезда (1867-1869). Избран Васильевским уездным земским собранием почётным мировым судьёй (14 апреля 1869). Губернским дворянским собранием избран и Высочайше утверждён на должность губернского предводителя дворянства (18 декабря 1872). С 25 мая 1873 года — почётный мировой судья по Нижегородскому уезду. Был произведён в  статские советники 30 августа 1874 года. Участвовал во встрече герцога Альфреда Эдинбургского, великой княгини Марии Александровны и принца Альфреда во время их пребывания в Нижнем Новгороде 7 августа 1875 года. Пожалован в камергеры 17 апреля 1875 года. Избран почётным попечителем Нижегородского Александровского дворянского института 9 апреля 1876 года (по 1879). Почётный мировой судья по Макарьевскому судебномировому округу с 19 декабря 1877 года.
Во время Русско-турецкой войны 1877—1878 гг. принимал деятельное участие в постройке госпиталей в Нижнем Новгороде для раненых, пожертвовал более 20 000 рублей из собственных средств для этого дела. Назначен временным членом особого присутствия Правительствующего сената для суждения дел о государственных преступниках и участвовал в заседаниях (1878). Назначен членом попечительства Нижегородского реального училища 11 августа 1878 года. Председатель губернской земской управы с 26 февраля 1879 года.
Высочайшим указом 20 апреля 1880 года был назначен исполняющим должность Рязанского губернатора; 19 февраля 1881 года был произведён в действительные статские советники  с утверждением в должности губернатора и оставлением в звании камергера. 
С 1 июля 1882 года назначен управляющим земским отделом МВД с оставлением в звании камергера. За период времени управления отделом он вложил много труда в такие существенные работы отдела, как закон об ограничении семейных разделов крестьян, положение о сельских чиншевиках, о найме на сельские работы, вопрос переселенческий и др. Возглавлял временную комиссию МВД по крестьянским вопросам губернии Царства Польского (11 сентября 1882 — 1886). Член Милизационного[sic] комитета главного штаба. Удостоился получить Высочайшее благоволение и благодарность за участие в сборе запасных нижних чинов и поставке лошадей в войска (31 мая 1884). За отличия 1 января 1886 года был произведён в тайные советники.
Тяжело заболев, осенью 1886 года подал прошение об отставке с поста управляющего Земским отделом и Высочайшим приказом в ноябре 1886 года был назначен членом Совета министра внутренних дел. Поселившись в Москве, он здесь и скончался 2 апреля 1887 года, имея 40 лет от роду. 
Владел в Нижегородской губернии 3300 десятин земли.
Жена (с 24.08.1869; Вена) — княжна Александра Николаевна урождённая Тенишева (1841—1896), фрейлина двора, дочь князя Н. И. Тенешева.

## Награды
- Орден Святого Станислава 2-й степени (10 марта 1872)
- Орден Святого Владимира 4-й степени (22 сентября 1876)
- Орден Святого Владимира 3-й степени (16 апреля 1878)
- Орден Святого Станислава 1-й степени (1 января 1883)
- Орден Святой Анны 1-й степени (1 января 1885)
- Знак отличия за поземельное устройство государственных крестьян (30 августа 1865 и 24 ноября 1866).
- Знак Красного креста от Главного управления общества попечения о раненых и больных воинах (13 марта 1879).